# 于克河畔哈默
于克河畔哈默（德語：Hammer an der Uecker）是德国梅克伦堡-前波美拉尼亚州的市镇，隶属于前波美拉尼亚-格赖夫斯瓦尔德县。总面积为21.62平方千米，截至2023年12月31日总人口为453人。